# Província de Boulemane
La província de Boulemane (en àrab إقليم بولمان, iqlīm Būlimān; en amazic ⵜⴰⵙⴳⴰ ⵏ ⴱⵓⵍⵎⴰⵏ, tasga n Bulman) és una de les províncies del Marroc, fins 2015 part de la regió de Fès-Boulemane i actualment de la de Fes-Meknès. Té una superfície de 14.495 km² i 197.596 habitants censats en 2014. La capital és Missour.

## Demografia
| 161.622                                       | 185.110 | 197.596 |
| 1994, 2004 : cens oficial ; 2010 : estimació. |         |         |

## Divisió administrativa
La província de Boulemane consta de 4 municipis i 17 comunes:
| Nom                | Codi geogràfic | Tipus        | Habitatges | Població | Estrangers | Locals | Notes                                                                                   |
| ------------------ | -------------- | ------------ | ---------- | -------- | ---------- | ------ | --------------------------------------------------------------------------------------- |
| Boulemane          | 131.01.01.     | Municipi     | 1541       | 6910     | 1          | 6909   |                                                                                         |
| Imouzzer Marmoucha | 131.01.02.     | Municipi     | 908        | 4001     | 1          | 4000   |                                                                                         |
| Missour            | 131.01.03.     | Municipi     | 4286       | 20978    | 28         | 20950  |                                                                                         |
| Outat El Haj       | 131.01.05.     | Municipi     | 2625       | 13945    | 5          | 13940  |                                                                                         |
| Ait Bazza          | 131.03.01.     | Comuna rural | 612        | 3480     | 0          | 3480   |                                                                                         |
| Ait El Mane        | 131.03.03.     | Comuna rural | 440        | 2243     | 0          | 2243   |                                                                                         |
| Almis Marmoucha    | 131.03.05.     | Comuna rural | 445        | 2698     | 0          | 2698   |                                                                                         |
| El Mers            | 131.03.07.     | Comuna rural | 1178       | 5891     | 1          | 5890   |                                                                                         |
| Enjil              | 131.03.09.     | Comuna rural | 1534       | 8164     | 0          | 8164   |                                                                                         |
| Guigou             | 131.03.11.     | Comuna rural | 3694       | 19035    | 1          | 19034  | 7976 residents viuen al centre, anomenat Guigou; 11059 residents viuen en zones rurals. |
| Serghina           | 131.03.13.     | Comuna rural | 733        | 3726     | 0          | 3726   |                                                                                         |
| Skoura M'Daz       | 131.03.15.     | Comuna rural | 1934       | 8713     | 1          | 8712   |                                                                                         |
| Talzemt            | 131.03.17.     | Comuna rural | 650        | 3710     | 0          | 3710   |                                                                                         |
| Ksabi Moulouya     | 131.05.01.     | Comuna rural | 1759       | 10067    | 1          | 10066  |                                                                                         |
| Ouizeght           | 131.05.03.     | Comuna rural | 963        | 5509     | 0          | 5509   |                                                                                         |
| Sidi Boutayeb      | 131.05.05.     | Comuna rural | 1705       | 9522     | 20         | 9502   |                                                                                         |
| El Orjane          | 131.07.01.     | Comuna rural | 1179       | 7609     | 2          | 7607   |                                                                                         |
| Ermila             | 131.07.03.     | Comuna rural | 1079       | 6774     | 0          | 6774   |                                                                                         |
| Fritissa           | 131.07.05.     | Comuna rural | 3314       | 26022    | 5          | 26017  |                                                                                         |
| Oulad Ali Youssef  | 131.07.07.     | Comuna rural | 1074       | 6669     | 0          | 6669   |                                                                                         |
| Tissaf             | 131.07.09.     | Comuna rural | 1455       | 9444     | 2          | 9442   |                                                                                         |